# Zwoleń (powiat zwoleński)

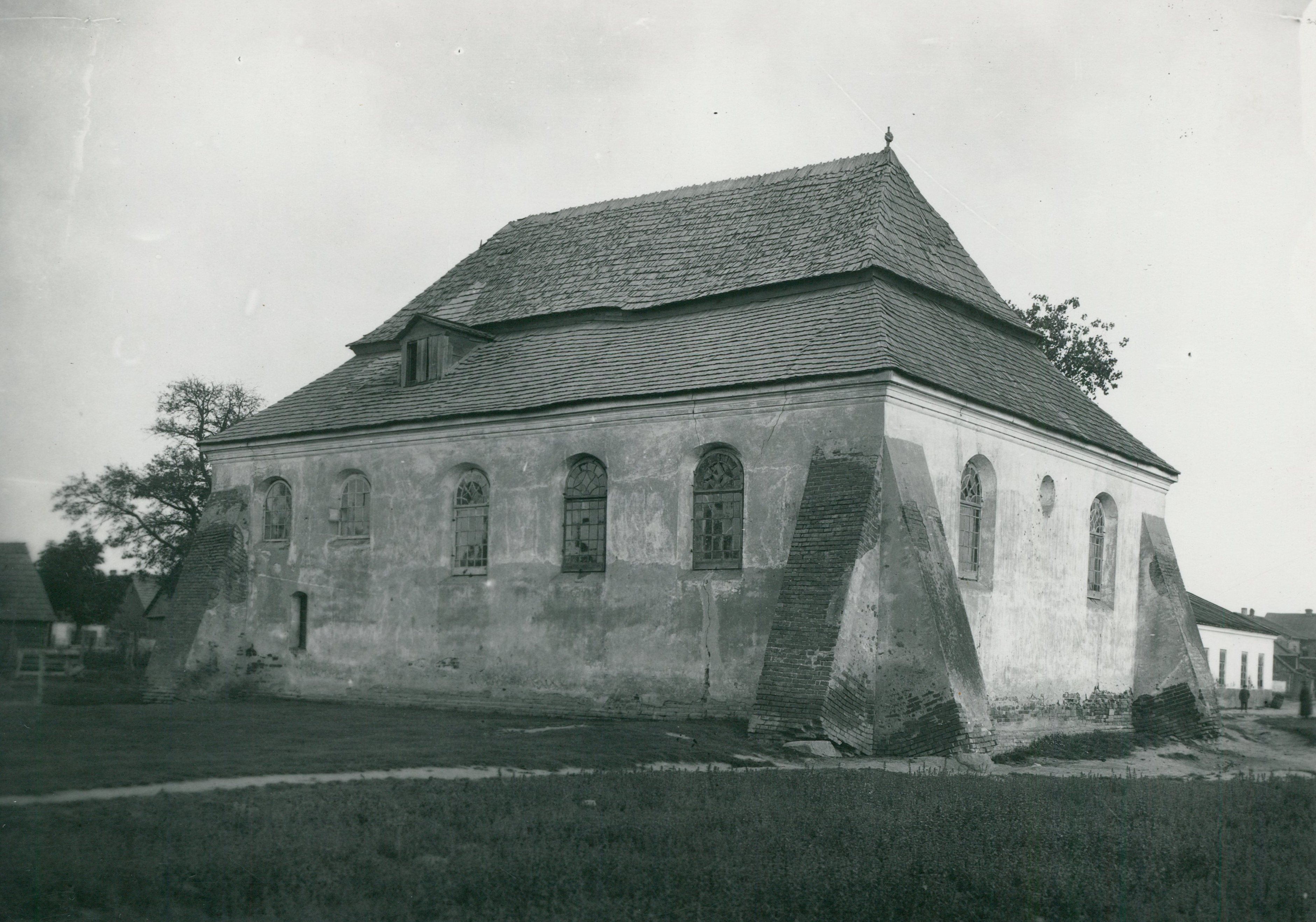
Nieistniejąca obecnie synagoga w Zwoleniu, która spłonęła po zbombardowaniu miasta przez Niemców we wrześniu 1939

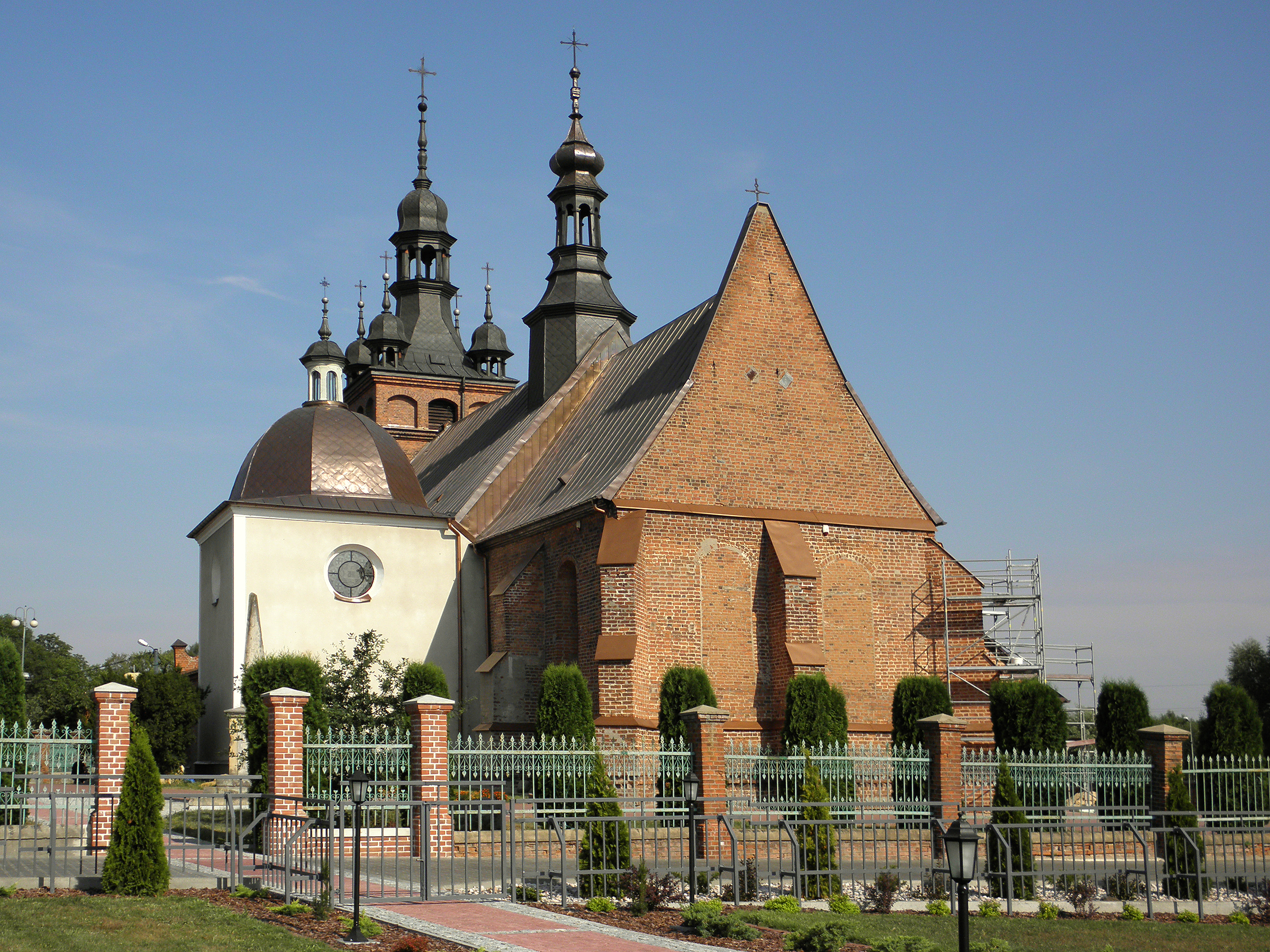
Kościół Podwyższenia Krzyża Świętego w Zwoleniu

Zwoleń – miasto w Polsce, w województwie mazowieckim, w powiecie zwoleńskim, siedziba gminy miejsko-wiejskiej Zwoleń. Położone nad rzeką Zwolenką, na Wzniesieniach Południowomazowieckich, historycznie w Małopolsce. Miasto królewskie w powiecie radomskim województwa sandomierskiego w drugiej połowie XVI wieku.
Według danych z 31 grudnia 2012, miasto miało 8240 mieszkańców.

## Położenie
Miasto leży w południowej części województwa mazowieckiego, we wschodniej części Równiny Radomskiej.
Przez miasto przepływa niewielka rzeka Zwoleńka, dopływ Wisły.
Historycznie należy do Małopolski. Leżało w ziemi sandomierskiej, następnie w województwie sandomierskim.
Zwoleń położony jest także w dawnej ziemi radomskiej.

## Historia
Zwoleń powstał na gruncie wsi Gotardowa Wola w latach 20. XV w., na mocy przywileju wydanego przez króla Władysława Jagiełłę. Datowane dokumenty lokacyjne z 1425 poświadczają zaawansowany już stopień zasadzenia osady.
Lustracja miasta z 1564 potwierdza ważność szlaku komunikacyjnego biegnącego z Lublina przez Zwoleń do Radomia i Wielkopolski. Istotnym czynnikiem rozwojowym miasta było rzemiosło, które już w 1555 otrzymało prawo zrzeszania się w cechy.
W latach 1566–1575 prebendarzem miejscowej parafii był Jan Kochanowski.
W wyniku potopu szwedzkiego Zwoleń poniósł ogromne straty materialne i ludzkie, które zaważyły na jego dalszych losach i spowodowały, że miasto nie powróciło już do dawnej świetności. Po upadku insurekcji kościuszkowskiej i III rozbiorze Polski miasto weszło w skład zaboru austriackiego. W 1808 przebywał tu, wraz ze swym sztabem, książę Józef Poniatowski. W 1813 roku do Zwolenia wkroczyły wojska rosyjskie. Po likwidacji Księstwa Warszawskiego i utworzeniu w 1815 rosyjskiego Królestwa Polskiego, wchodzącego w skład Imperium Rosyjskiego, Zwoleń wszedł w jego skład, w wyniku czego znalazł się w zaborze rosyjskim. W 1844 r. władze rosyjskie utworzyły gubernię radomską, w skład której wszedł Zwoleń.
Od tego momentu zmienił się ustrój miasta, wprowadzono urzędy burmistrza i ławników. Za udział miejscowych Polaków w powstaniach narodowych (szczególnie styczniowego z lat 1863–1864) rosyjskie władze carskie zdegradowały Zwoleń do rangi osady. Efektem tego był zastój ekonomiczno-gospodarczy. W latach 1870–1925 Zwoleń był osadą w gminie Zwoleń. Kiedy Polska odzyskała niepodległość w 1918 r. Zwoleń został włączony do województwa kieleckiego. 10 czerwca 1925 rozporządzeniem Rady Ministrów Zwoleń ponownie został wpisany w poczet miast; jednocześnie rozszerzono jego granice.
W początkach I wojny światowej w okolicach miejscowości rozgrywały się ciężkie boje toczone przez wojska austriackie z oddziałami rosyjskimi. W samym Zwoleniu stacjonował sztab austriackiego korpusu gen. Paula Puhalli.
W 1921 w Zwoleniu mieszkało około 8544 osób z czego 3787 Żydów. Do chwili wybuchu II wojny światowej liczba żydowskich mieszkańców wzrosła do około 5000.
Wybuch II wojny światowej okazał się tragiczny w skutkach, miasto zostało mocno zniszczone. W wyniku bombardowań Luftwaffe spłonęła zabudowa rynku i zwoleńska synagoga. Po zajęciu miasta przez Niemców, zamieszkujący je Żydzi byli zmuszani do prac porządkowych. Wielokrotnie byli też ofiarami wymuszeń niemieckich żandarmów z Sandomierza. W Zwoleniu istniała delegatura radomskiego komitetu Żydowskiej Samopomocy Społecznej. W marcu 1941 do Zwolenia przesiedlono część Żydów z Przytyka. Getto w Zwoleniu powstało w lutym 1942. Było zamieszkane przez około 6000 osób, tak ze Zwolenia, jak i Pionek, Garbatki, Gniewoszowa, Sarnowa i Kazanowa. Żydów zmuszano do pracy przy regulacji Wisły oraz wysyłano do obozów pracy w Pustkowie, Skarżysku-Kamiennej i Dęblinie. 18 sierpnia 1942 Niemcy zaczęli zwozić do Zwolenia Żydów z Gniewoszowa, Janowic, Oblas, Pionek i Policzny. Liczba ludności wzrosła do około 9000–11000. Zwoleńskie getto zostało zlikwidowane 29 września 1942 r, kiedy około 10 000-10 500 ludzi zostało wywiezionych do obozu zagłady w Treblince. W czasie wojny Niemcy zniszczyli żydowski cmentarz. Znane są przypadki egzekucji w radomskim więzieniu Żydów schwytanych po opuszczaniu terenu getta w Zwoleniu. Zwoleńscy Żydzi walczyli i ginęli w Polskich Siłach Zbrojnych w ZSRR i LWP. Po zakończeniu działań wojennych, w czerwcu 1945, w Zwoleniu odnotowano obecność 73 Żydów.
Za udział w ruchu oporu (Armia Krajowa i Bataliony Chłopskie) mieszkańcy Zwolenia i okolic trafiali do więzień lub byli rozstrzeliwani w egzekucjach na placu Jana Kochanowskiego, a także ginęli w katowniach Gestapo. 17 kwietnia 1944 Niemcy w ramach akcji pacyfikacyjnej na terenie powiatu kozienickiego aresztowali 17 mieszkańców wsi Augustów, Brzeźnica, Kociołki i Staszów, których następnie rozstrzelali w zbiorowej egzekucji w Zwoleniu. 19 kwietnia 1944 w odwecie za zlikwidowanie dwóch Niemców przez polskie podziemie, okupanci rozstrzelali 43 osoby.
Okupację niemiecką na terenie Zwolenia zakończyła ofensywa styczniowa prowadzona przez Armię Czerwoną od 12 stycznia 1945 roku. Miasto 15 stycznia 1945 roku zdobyli żołnierze z 69 Armii dowodzonej przez gen. płk. Władimira Kołpakczi i 11 Korpusu Pancernego dowodzony przez gen. mjr Iwana Juszczuka.
W pierwszych miesiącach po ustaniu działań wojennych w mieście otwarto gimnazjum przekształcone później w liceum ogólnokształcące. Uruchomiono również średnią szkołę rolniczą.
15 czerwca 1946 roku zgrupowanie oddziałów Związku Zbrojnej Konspiracji pod dowództwem Franciszka Jerzego Jaskulskiego Zagończyka stoczyło starcie pod Zwoleniem z oddziałami Armii Czerwonej.
30 września 1954 w Zwoleniu został utworzony powiat, który należał do województwa kieleckiego, co podniosło znacznie rangę miasta. Powstały dogodne warunki do rozwoju infrastruktury gospodarczej i przemysłowej. Powstała filia Zakładów Metalowych „Łucznik” oraz Zakłady Mięsne.
W latach 1970–1972 Zwoleń zdobył I miejsce w konkursie „Mistrz Gospodarności”. Po likwidacji powiatu 21 sierpnia 1975 gmina i miasto zostają połączone w jedną jednostkę administracyjną i włączone do nowo powstałego województwa radomskiego. W skład gminy weszło 28 okolicznych wsi. Na podstawie ustawy z marca 1990 o terenowej organizacji rządowej 1 sierpnia 1990 został utworzony w Zwoleniu Urząd Rejonowy, obejmujący swym zasięgiem 7 gmin w tym miasta Zwoleń i Lipsko.
W 1999 Zwoleń stał się siedzibą powiatu obejmującego 5 gmin: gminę Tczów, gminę Kazanów, gminę Przyłęk, gminę Policzna oraz gminę Zwoleń. Powiat wszedł w skład województwa mazowieckiego.

## Demografia

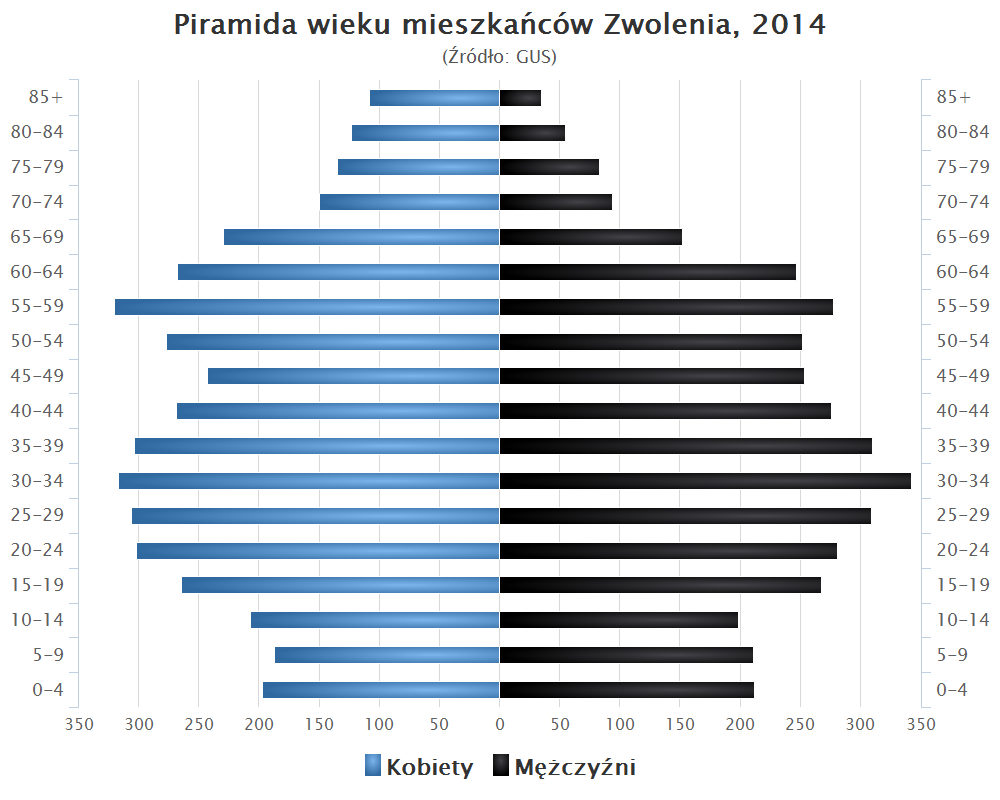
Piramida wieku mieszkańców Zwolenia w 2014 roku

## Transport
Zwoleń leży w południowo-wschodniej części województwa mazowieckiego, na skrzyżowaniu drogi krajowej nr 79 Warszawa – Sandomierz – Kraków – Bytom i drogi krajowej nr 12 Łęknica – Żary – Żagań – Głogów – Leszno – Kalisz – Sieradz – Piotrków Trybunalski – Radom – Puławy – Lublin – Dorohusk, która na odcinku Piotrków Trybunalski – Dorohusk ma stać się drogą ekspresową S12 z obwodnicą miasta.
Obie drogi krajowe na pewnym odcinku pokrywają się, przebiegając m.in. przez plac Kochanowskiego, centralny plac miasta.
Zwoleń nie posiada stacji kolejowej, niemniej jednak posiada połączenia autobusowe z Lublinem, Warszawą, Radomiem, Tarnobrzegiem, Ustrzykami Dolnymi, Sanokiem, Mielcem, Krakowem, Rzeszowem, Zamościem, Tomaszowem Lubelskim, Poznaniem, Katowicami, Łodzią, Lipskiem, Kozienicami, Iłżą, Puławami, Wrocławiem, Częstochową, Piotrkowem Tryb., Kielcami i Chełmem. Obsługiwane są przez PKS i firmy prywatne.

## Oświata
W Zwoleniu działają Szkoła Podstawowa im. Władysława Jagiełły, Liceum Ogólnokształcące im. Jana Kochanowskiego oraz Zespół Szkół Rolniczo-Technicznych im. Bohaterów Walki z Faszyzmem. Założony także został Uniwersytet Trzeciego Wieku, którego zadaniem jest zwiększenie aktywności takich osób w życiu kulturalnym.

## Kultura
W Zwoleniu odbywają się imprezy kulturalne, organizowane przez Dom Kultury oraz władze miasta i powiatu. Najbardziej znaną są coroczne imieniny Pana Jana poświęcone Janowi Kochanowskiemu. Odbywają się one w przedostatnią niedzielę czerwca (pierwsza niedziela wakacji). Na imprezę zaproszeni byli m.in.: Szymon Wydra, Ryszard Rynkowski, Jerzy Zelnik, Czesław Majewski, Tadeusz Ross, Dariusz Jakubowski, Stachursky, Alicja Majewska, Marek Torzewski, zespoły Budka Suflera i Kombii, uczestnicy programu Europa da się lubić i inni. Na innych imprezach w Zwoleniu wystąpili także zespół Boys i Ewelina Flinta. W 2000 Zwoleń odwiedził w ramach kampanii wyborczej przed wyborami prezydenckimi prezydent Aleksander Kwaśniewski.
Od lat 70. XX wieku działa Muzeum Regionalne.

## Zabytki i pomniki

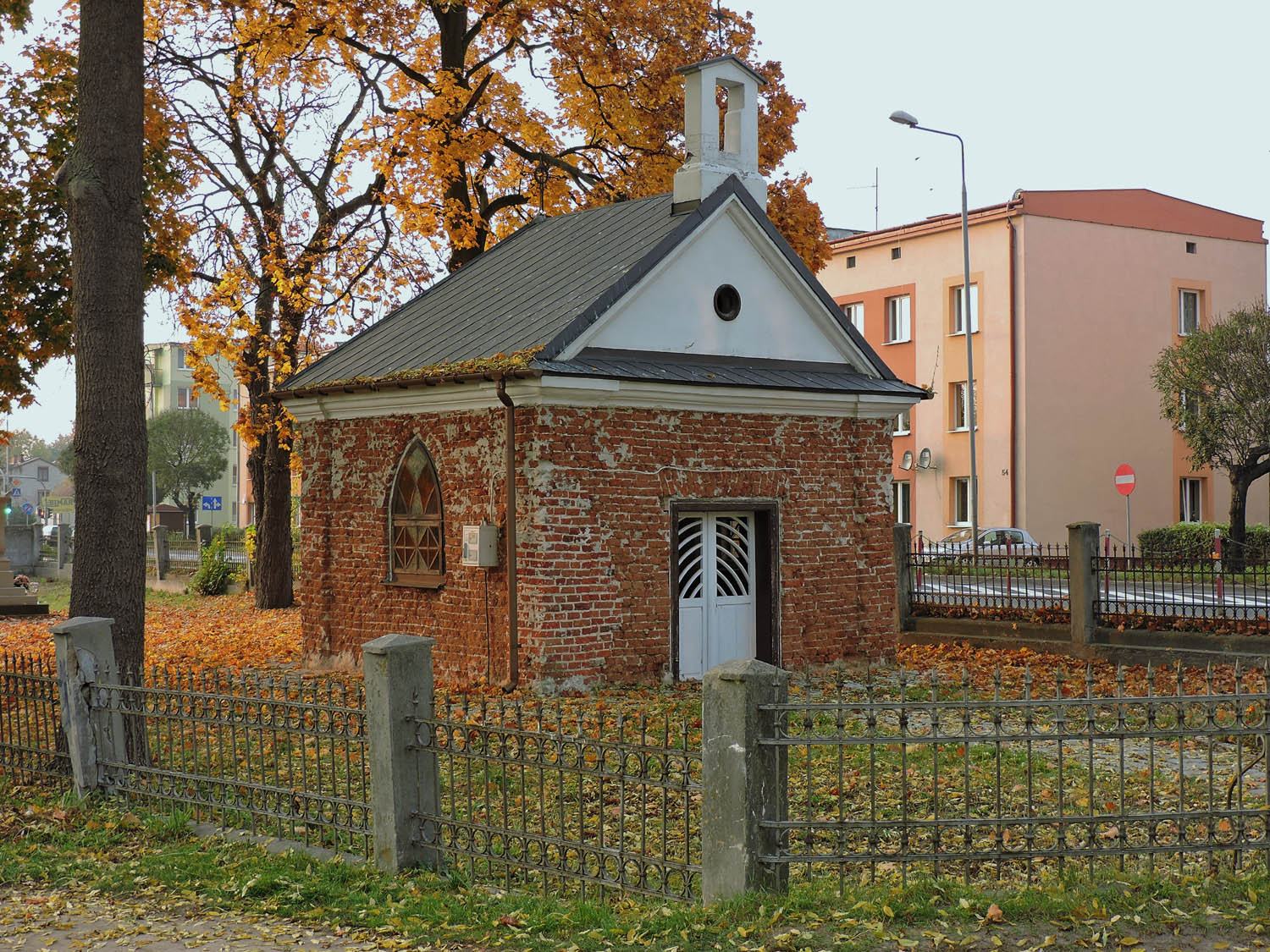
Kaplica św. Anny

W rejestrze zabytków pod numerem 195 (od 7 kwietnia 1955) znajduje się historyczny układ śródmieścia. Obejmuje on rejon dawnego rynku, obecnie plac Kochanowskiego i od północy rejon ul. Kardynała Wyszyńskiego z zespołem kościoła Podwyższenia Krzyża Świętego, ul. Perzyny, od wschodu rejon ul. Wojska Polskiego do poprzecznej ulicy Moniuszki, ul. Władysława Jagiełły, od południa rejon ul. św. Jana, od wschodu rejon ul. Kochanowskiego, ul. Kilińskiego i Puławskiej.
- kościół parafialny Podwyższenia Krzyża Świętego z XVI wieku, z kaplicami Kochanowskich, w podziemiach której spoczywają szczątki Jana Kochanowskiego wraz z rodziną oraz Owadowskich, spokrewnionych z Kochanowskimi;
- kaplica św. Anny przy ul. Wojska Polskiego;
- pomnik Jana Kochanowskiego z Urszulką, od ul. Kościelnej;
- pomnik Jana Kochanowskiego w centralnej części parku na pl. Jana Kochanowskiego;
- pomnik Władysława II Jagiełły przy Szkole Podstawowej przy ul. Ludowej;
- pomnik św. Jana przy ul. św. Jana;
- ściana straceń w północno-wschodniej części pl. Jana Kochanowskiego.

W gminnej i wojewódzkiej ewidencji zabytków znajduje się kilka zabytków archeologicznych, w tym neandertalskie stanowisko Strzelnica.

## Wspólnoty wyznaniowe
Kościół katolicki
- Parafia Podwyższenia Krzyża Świętego
- Parafia Zesłania Ducha Świętego

Świadkowie Jehowy
- zbór Zwoleń, Sala Królestwa[28].

## Sport
W Zwoleniu działa nieformalny klub rowerowy oraz brydżowy (od 2001), klub tenisa ziemnego, klub piłkarski Zwolenianka, klub szachowy Hetman (przy Domu Kultury) oraz MPKS (miejski parafialny klub sportowy) i UMKS „Orlęta” Zwoleń – młodzieżowy klub piłki ręcznej. W 2013 roku został ukończony skatepark na terenie Orlika.

## Współpraca międzynarodowa
Miasta i gminy partnerskie:
- Zvolen
- Ploeszti